# プレーリーマッドネス

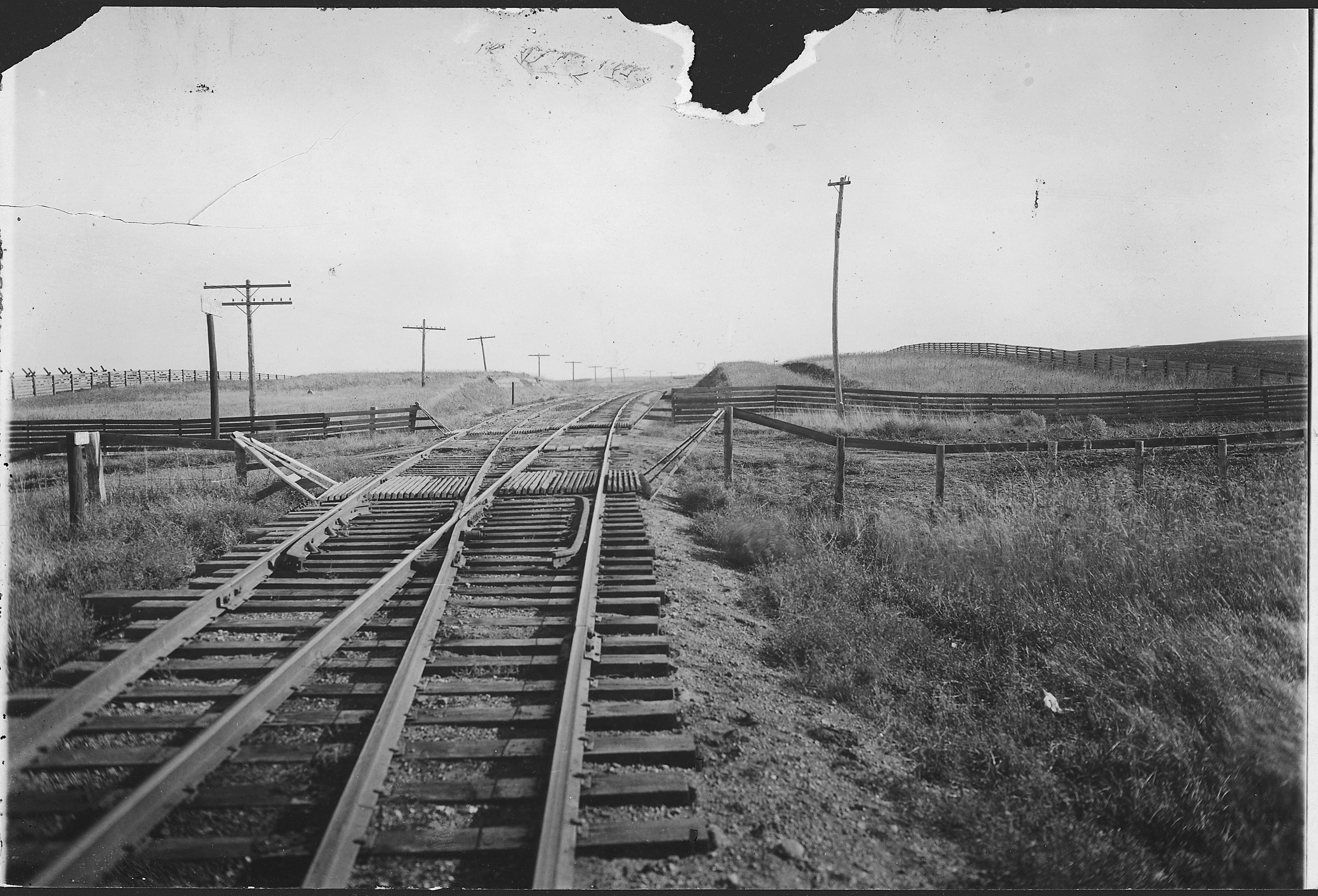
サウスダコタ州の田舎にある家畜よけ付きの踏切

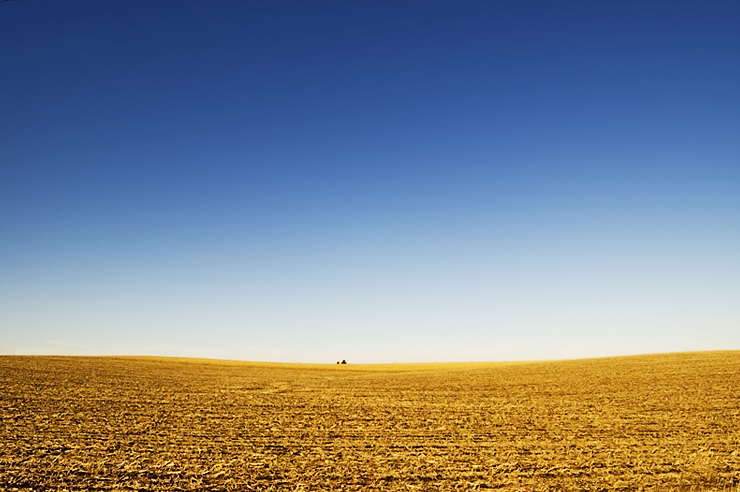
ネブラスカ州のグレートプレーンズ

プレーリーマッドネス（英: Prairie madness）またはプレーリーフィーバー（英: Prairie fever）は、19世紀にカナダのプレーリー地方やアメリカ西部へ移住したヨーロッパ系開拓者に見られた症状である。都市部や比較的定住化されたアメリカ東部からグレートプレーンズに移住した開拓者たちは、過酷な生活環境と極度の孤立によって精神疾患に陥る危険があった。
プレーリーマッドネスの症状には、うつ病、引きこもり、性格や習慣の変化、暴力的行動などが含まれ、重症の場合には自殺に至ることもあった。
この用語は医学的な診断名ではなく、19世紀当時のフィクションおよびノンフィクション作品の中で、よく見られた現象を表すために使われたものである。ユージン・ヴァージル・スモーリーは1893年に「グレートプレーンズの新しい開拓地では、農夫とその妻に非常に多くの精神錯乱が発生している」と記した。

## 原因
プレーリーマッドネスの主な原因は、孤立と過酷な生活条件である。特に、1862年のホームステッド法の影響により、各開拓者の土地は最低でも半マイル（約800メートル）離れていた。近隣住民との距離が遠く、鉄道沿いに点在する町まで行くのにも長時間を要した。特に女性は家事や農作業のために家に留まることが多く、孤立感が増した。
また、厳しい気候条件も影響を与えた。長く寒い冬、吹雪、短く暑い夏といった気候のもとで、動植物の気配も消え、家族が数日間家に閉じ込められることもあった。

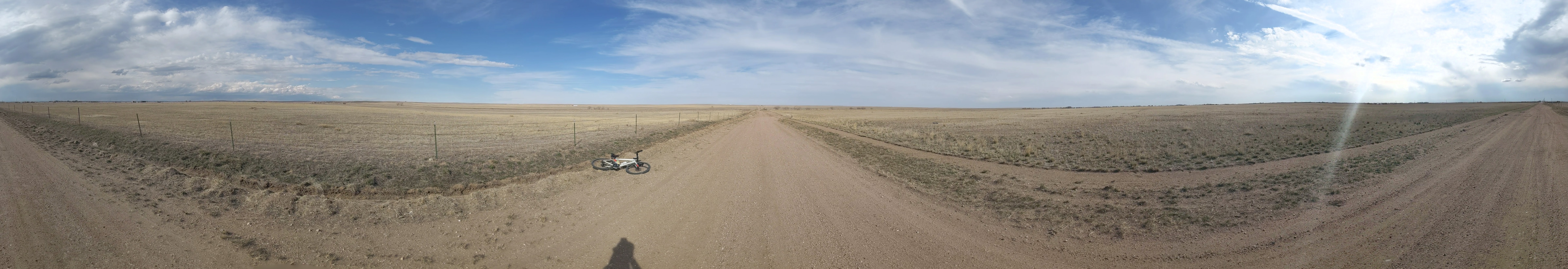
コロラド州北部の乾燥したプレーリーのパノラマ。晩夏から春先（8か月間）は荒涼としている。

## リスク要因
開拓者の多くは東部の生活様式を持ち込もうとしたが、それがうまくいかず精神的苦痛を招いた。また、完全に新しい生活様式に適応しようとした者も同様に精神的な苦しみを経験した。移動を繰り返したり、東部に戻ったりすることが対処手段とされた。
特に移民は言語や文化の違いから、より強い孤立感を味わった。小さな共同体で暮らしていたヨーロッパの村から来た移民にとって、広大な大平原での生活は大きな衝撃であった。
また、女性と男性で症状の現れ方が異なったとされ、女性は引きこもり、男性は暴力的になる傾向があった。

## 症状

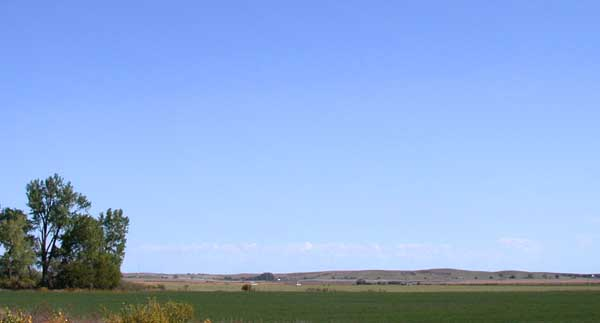
カーニー (ネブラスカ州)西部のグレートプレーンズ

臨床的な定義は存在しないが、当時の文献や記録からうつ病に類似した症状が確認されている。女性では涙を流す、身だしなみがだらしなくなる、社会的交流を避けるといった行動が報告されている。男性は暴力的になることもあった。
重症化すると精神崩壊や自殺に至る場合もあり、特に女性の場合は露出狂的な自殺が見られたという。

## 衰退
プレーリーマッドネスは20世紀に入ると記録上ほとんど見られなくなる。これは鉄道網の整備、電話や自動車の普及、そしてアメリカ西部のフロンティアの終焉によるものである。

## 文化的影響
- ダコタ族の詩人Gabrielle Wynde Tateyuskanskanは、「プレーリーマッドネス」を開拓者に特有の現象として捉え、ダコタ民族の大地とのつながりと対比している。彼女の詩「Shadows of Voices」では、「この同じプレーリーの風が、かつて開拓女性を狂わせた」と詠んでいる[4]。
- 2008年のアメリカ西部映画『Prairie Fever』では、ケヴィン・ソーボ、ランス・ヘンリクセン、ドミニク・スウェインが出演。
- 映画『ミッション・ワイルド』（2014年）は、プレーリーマッドネスに苦しむ3人の女性を街に連れて行く女性主人公の物語である。
- 作家マイケル・パーカーは、2019年に小説『Prairie Fever』を発表した[5][6]。